# Profesor Isjirkovo
Profesor Isjirkovo (Bulgaars: Професор Иширково, Engelse transcriptie: Profesor Ishirkovo) is een dorp in de Bulgaarse oblast Silistra. Het dorp ligt niet ver van de stad Silistra - de afstand is hemelsbreed ongeveer 15 km. De afstand naar Sofia is hemelsbreed ruim 341 km. 

## Bevolking
Op 31 december 2020 telde Profesor Isjirkovo naar schatting 1.000 inwoners. Dit waren 146 mensen minder (-12,7%) ten opzichte van 1.146 inwoners bij de laatste officiële census van 2011. De gemiddelde jaarlijkse bevolkingsgroei is negatief en komt uit op -1,4% voor de periode 2011-2020 - hetgeen lager is dan het landelijke gemiddelde van -0,63%. Het maximale aantal inwoners werd in 1946 bereikt: het dorp had toen nog 2.433 inwoners.
|  |

Van de 1.146 inwoners reageerden er 1.109 op de optionele volkstelling van februari 2011, terwijl van 37 inwoners de etnische gegevens ontbreken. Van deze 1.109 respondenten identificeerden 559 zich met de ‘Bulgaarse etniciteit’, oftewel 48,77% van de totale bevolking en 50,41% van alle ondervraagden. Daarnaast identificeerden 518 ondervraagden zichzelf als etnische “Turken”, hetgeen 45,20% en 46,71% van het aantal ondervraagden respectievelijk totale bevolking is. De overige ondervraagden identificeerden zichzelf vooral als etnische Roma (27 personen in totaal - 2,4% van alle ondervraagden). Van 5 respondenten zijn de etnische gegevens onbekend.
| Etnische samenstelling van de respondenten (2011) | Etnische samenstelling van de respondenten (2011) | Etnische samenstelling van de respondenten (2011) | Etnische samenstelling van de respondenten (2011) | Etnische samenstelling van de respondenten (2011) |
| ------------------------------------------------- | ------------------------------------------------- | ------------------------------------------------- | ------------------------------------------------- | ------------------------------------------------- |
|                                                   |                                                   |                                                   |                                                   |                                                   |
| Bulgaren                                          | Bulgaren                                          |                                                   | 50,41%                                            | 50,41%                                            |
| Turken                                            | Turken                                            |                                                   | 46,71%                                            | 46,71%                                            |
| Roma                                              | Roma                                              |                                                   | 2,43%                                             | 2,43%                                             |
| Anders/Onbekend                                   | Anders/Onbekend                                   |                                                   | 0,45%                                             | 0,45%                                             |

Ajdemir - Baboek - Balgarka - Bogorovo - Bradvari - Glavan - Jordanovo - Kalipetrovo - Kazimir - Polkovnik Lambrinovo - Popkralevo - Profesor Isjirkovo - Sarpovo - Smilets - Sratsimir - Srebarna - Tsenovitsj - Vetren